# Шюкюхи, Мирза Мехди
Мирза Мехди Шюкюхи (азерб. Mirzə Mehdi Şükuhi; 1829, Тебриз, Каджарское государство — 1896, Марага, Каджарское государство) —  азербайджанский поэт и сатирик второй половины XIX века, отец Мирза Хасана Шюкюхи.

## Биография
Мирза Мехди Шюкюхи родился в 1829 году в Тебризе в семье стекольщиков. Начальное образование он получил в религиозной школе в Тебризе, но рано потерял отца и не смог продолжить образование до конца. После переезда в Марагу из-за давления общественности, Шюкюхи некоторое время занимался торговлей и продавал ткань. Материальное положение поэта ухудшилось, и он был вынужден покинуть Марагу. Посетив Турцию, Аравию, и многие города Средней Азии, он приехал в Тегеран, где познакомился с рядом известных личностей того времени. Пробыв там некоторые время, Мирза Мехди Шюкюхи вернулся в Марагу и там же скончался в 1896 году.

## Творчество
Ещё в юности Мирза Мехди Шюкюхи интересовался искусством поэзии, письма и познания, за короткий промежуток времени посредством индивидуального чтения он изучил классическую поэзию, особенно азербайджанскую литературу. Шюкюхи писал произведения на азербайджанском языке под псевдонимом «Наши», как в стиле классической, так и народной литературы. В своих стихах он говорил о положении народа, общественной жизни и быте, критиковал невежество и отсталость. Шюкюхи также один из поэтов, писавших сатиры. Из-за первых стихов поэт был вынужден покинуть Тебриз по причине недовольства общества и гнева феодалов и духовенства критикой в его сатире. Анекдоты поэта имели художественные фабулы. Его лирические стихи в жанрах газель, касыда, мухаммас, гита, гошма, герайлы, эпические маснави «Мюназирейи-Аглю Эшг» и «Джалаля ойюд» принесли ему известность. Произведения Мирза Мехди Шюкюхи были впервые собраны его сыном Мирза Хасаном и опубликованы в Тебризе в 1903 году.